# Bernhard Busch
Bernhard Busch (* 3. November 1951 in Olsberg) ist ein ehemaliger deutscher Handballspieler. Der linke Rückraumspieler spielte für den TSV Grün-Weiß Dankersen und den SV Bayer 04 Leverkusen in der Bundesliga und wurde sowohl im Feld- als auch im Hallenhandball Deutscher Meister. Er bestritt 42 Länderspiele für die deutsche Nationalmannschaft, mit der er 1976 an den Olympischen Spielen in Montreal teilnahm.

## Karriere
Der 1,98 m große Busch kam 1970 vom TSV Bigge-Olsberg zum amtierenden Deutschen Meister im Feldhandball TSV Grün-Weiß Dankersen. Gleich im ersten Jahr feierte er mit dem Verein den Doppel-Gewinn der Deutschen Meisterschaft in der Halle und auf dem Feld. Mit Dankersen gewann er noch eine weitere Meisterschaft und zwei Vize-Meisterschaften, holte dreimal den DHB-Pokal und stand im Finale des Europapokals der Pokalsieger, das 1976 mit 24:26 nach Verlängerung gegen den spanischen Vertreter BM Granollers verloren wurde. 1979 wechselte er zum Bundesliga-Absteiger SV Bayer 04 Leverkusen, mit dem er den direkten Wiederaufstieg schaffte. 1982 stieg er mit der Mannschaft wieder ab und ließ seine Karriere in der 2. Bundesliga ausklingen.
Busch debütierte am 17. November 1974 gegen Rumänien in Ploiești für die deutsche Nationalmannschaft. Bei den Olympischen Spielen 1976 bestritt er alle sechs Spiele. Eine Medaille wurde durch eine 18:21-Niederlage nach Verlängerung im Spiel um Platz drei gegen Polen knapp verpasst.

## Erfolge
- Deutscher Meister (3): 1971 Feld, 1971, 1977
  - Deutscher Vizemeister (2): 1975, 1976
- DHB-Pokal-Sieger (3): 1975, 1976, 1979
- Aufstieg in die Bundesliga (1): 1980
  - Vize-EHF-Europapokalsieger der Pokalsieger (1): 1976
  - 4. Platz bei den Olympischen Spielen (1): 1976